# Theraphosoidea
Theraphosoidea é uma superfamília de aranhas migalomorfas que contém duas famílias, incluindo as tarântulas.

## Taxonomia
A superfamília Theraphosoidea inclui as seguintes famílias:
- Theraphosidae — as tarântulas
- Paratropididae —